# WWE Cruiserweight Championship (1991-2007)

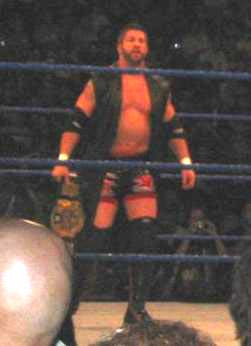
gregory helms crusierweight champion

World Wrestling Entertainment (WWE) Cruiserweight Championship a fost un titlul din promoția de wrestling World Wrestling Entertainment. Titlul corespunde categoriei ușoare, putând fi deținut de wrestleri cu o greutate maximă de 100 kg (220 lbs). Centura a fost retrasă pe 3 martie 2008,după ce ultimului campion, Hornswoggle i-a fost luată,devenind vacantă.
Cele mai multe dețineri : Rey Mysterio (8)
Primul campion: Brian Pillman
Cea mai lungă deținere: Gregory Helms-385 zile
Cea mai scurtă deținere: Psicosis (<1 oră)